# Acneus beeri
Acneus beeri là một loài bọ cánh cứng trong họ Psephenidae. Loài này được Hatch miêu tả khoa học đầu tiên năm 1961.